# Srivilliputhur
Srivilliputhur là một thành phố và khu đô thị của quận Virudhunagar thuộc bang Tamil Nadu, Ấn Độ.

## Nhân khẩu
Theo điều tra dân số năm 2001 của Ấn Độ, Srivilliputhur có dân số 73.131 người. Phái nam chiếm 50% tổng số dân và phái nữ chiếm 50%. Srivilliputhur có tỷ lệ 73% biết đọc biết viết, cao hơn tỷ lệ trung bình toàn quốc là 59,5%: tỷ lệ cho phái nam là 81%, và tỷ lệ cho phái nữ là 65%. Tại Srivilliputhur, 10% dân số nhỏ hơn 6 tuổi.